# Volby do Knesetu 2020
Volby do 23. Knesetu jsou předčasné parlamentní volby, které se v Izraeli uskutečnily 2. března 2020. K vypsání voleb došlo poté, co selhaly pokusy o sestavení vlády na základě parlamentních voleb v září 2019 a předtím v dubnu 2019. Šlo tedy již o třetí parlamentní volby v rozmezí jednoho roku.

## Výsledky
Ve volbách zvítězil pravicový Likud s 29,46 % hlasů. Likudem vedený blok pravicových a náboženských stran získal 58 křesel ve 120členném Knesetu a opět tedy nebude moci sestavit většinovou vládu.
- Počet hlasů
- Počet křesel

## Vývoj po volbách
Prezident Re'uven Rivlin pověřil sestavením vlády Gance, který sice rovněž nedisponuje parlamentní většinou, získal však podporu 61 poslanců pro pokus o sestavení menšinové vlády. Kromě většiny poslanců jeho vlastní strany jej podpořila levice, Jisra'el bejtenu a Sjednocená kandidátka reprezentující především arabské voliče.
Patová povolební situace vyvolala také ústavní krizi ve věci volby předsedy Knesetu. Dosavadní předseda Juli-Joel Edelstein, který dle novelizovaného základního zákona o Knesetu měl vykonávat svou funkci až do volby nového předsedy, rozhodl o odložení této volby, aby nenarušila delikátní vyjednávání o sestavení vlády. Následné rozhodnutí Nejvyššího soudu, kterým mu bylo nařízeno volbu provést v určeném termínu, označil za nepřípustné vměšování soudní moci do agendy Knesetu a z funkce předsedy odstoupil, aby nemusel provést úkon, který by byl v rozporu s jeho svědomím. Kneset pak volbu provedl pod vedením služebně nejstaršího poslance, Amira Perece, a za svého předsedu zvolil Binjamina Gance.